# سورو میگان آپیتی
سورو میگان آپیتی (انگلیسی: Sourou-Migan Apithy؛ زاده ۸ آوریل ۱۹۱۳ – درگذشته ۳ دسامبر ۱۹۸۹) سیاست‌مدار اهل بنین بود. وی از ۲۵ ژانویه ۱۹۶۴ تا ۲۷ نوامبر ۱۹۶۵ رئیس‌جمهور این کشور بود.
سورو میگان آپیتی در ۳ دسامبر ۱۹۸۹، در سن ۷۶ سالگی درگذشت.